# 坎波韋爾迪區
坎波韋爾迪區（西班牙語：Distrito de Campoverde），是秘魯的一個區，位於該國東部烏卡亞利大區的波蒂略上校省，始建於1982年6月1日，面積1,164.74平方公里，海拔高度200米，2005年人口12,620，人口密度每平方公里11人。